# Iglesia de San Gregorio Bético
La iglesia de San Gregorio Bético es una iglesia de la ciudad española de Granada, comunidad autónoma de Andalucía.

## Historia
Los Reyes Católicos ordenaron hacer una ermita en honor a los monjes franciscanos Juan de Cetina y Pedro de Dueñas, martirizados en 1397 por predicar en la puerta de la mezquita de La Alhambra. Esta pequeña ermita fue ampliándose y se convirtió en una iglesia, que disponía de un convento anexo. 
A mediados del siglo XVI el ayuntamiento ordenó su reconstrucción, dado su estado de ruina, al  arquitecto Francisco de Moya.
El 10 de marzo de 1936 fue incendiado. En 1938 fue parcialmente restaurado, pero más tarde fue abandonado por su mal estado.